# 남선혜
남선혜는 대한민국의 드라마 작가이다. 

## 극본

### 드라마
- 2015년 중국드라마 《오로라를 찾아서》... 집필
- 2019년 KBS 1TV 저녁 일일연속극 《여름아 부탁해》... 집필
- 2021년 SBS 아침 일일연속극 《아모르 파티 - 사랑하라, 지금》... 집필
- 2024년 KBS1 저녁 일일연속극 《수지맞은 우리》 ... 집필